# Albert Kakou Tiapani
Pour les articles homonymes, voir Kakou (homonymie).
 Albert Kakou Tiapani, mort le 9 septembre 2021 à l'âge de 86 ans, est un homme politique et ancien ministre ivoirien. 
Membre du PDCI, il a été ministre dans le gouvernement de  Daniel Kablan Duncan, premier ministre de Henri Konan Bédié.